# کوه نیکو شیران
کوه نیکو شیران (به لاتین: Mount Nikkō-Shirane) یک کوه و آتشفشان چینه‌ای در ژاپن است که در نیکو، توچیگی واقع شده‌است. کوه نیکو شیران ۲٬۵۷۸ متر بالاتر از سطح دریا واقع شده‌است.